# Priscus Attalus

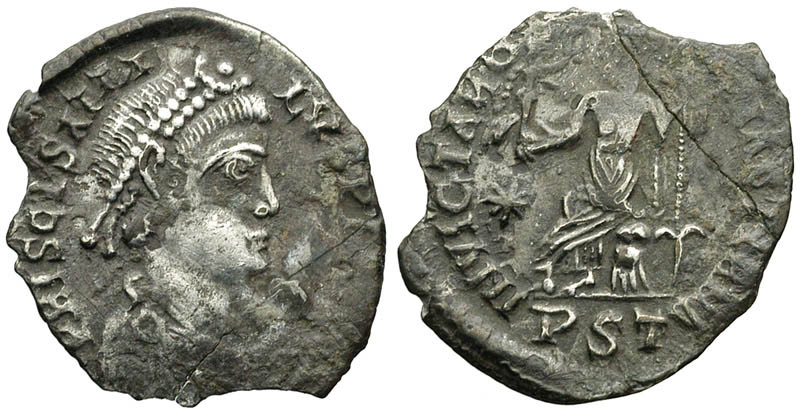
Mince Priska Attala

Priscus Attalus byl západořímský uzurpátor, který se s podporou Vizigótů pokusil v letech 409 a 414 uchvátit trůn císaře Honoria.

## Život
Pocházel z provincie Asie, odkud jeho otec přesídlil za Valentiniana I. do Itálie. Na počátku 5. století patřil mezi prominentní pohanské členy římského senátu. V době vpádu Alarichových Vizigótů do Itálie se zúčastnil delegace vyslané k císařskému dvoru v Ravenně s cílem přesvědčit Honoria k uzavření míru s Alarichem. Honorius ho poslal zpět do Říma, kde působil nejprve ve funkci správce státní pokladny a posléze jako městský prefekt. Když Alarich obsadil Portus a podruhé zablokoval přísun zásob do Říma, senát se mu podvolil a v prosinci 409 prohlásil z jeho příkazu Attala za císaře. Attalus ihned po svém nastolení jmenoval do čela civilní administrativy vůdčí představitele senátorské aristokracie. Alaricha ustavil velitelem vojska (magister militum) a jeho švagra Athaulfa povýšil do hodnosti comes domesticorum equitum. Poté pronesl v senátu velkolepou a naprosto nerealistickou řeč, v níž sliboval obnovení někdejší římské velikosti.
Řím nicméně začal trpět nedostatkem potravin, neboť velitel v severní Africe, comes Africae Heraclianus, zachoval věrnost Honoriovi a ustal s dodávkami obilí do Itálie. Attalus proto vypravil proti Heraclianovi menší expediční sbor pod velením Constanta. Přitom neuposlechl Alarichův pokyn k vyslání barbarských oddílů. Attalus si zřejmě neuvědomoval či zcela ignoroval skutečnost, že jeho pozice závisí výhradně na Alarichově přízni. S Alarichem pak vytáhl k Ravenně, jež se dosud nacházela v držení Honoria. Císař prostřednictvím poselstva předložil svému protivníkovi v Ariminu (dnešní Rimini) kompromisní nabídku společné vlády. Attalus se ale nehodlal dělit o moc a odpověděl Honoriovi, aby si vybral ostrov, na němž stráví zbytek života. Jeden z císařových vyslanců navrhoval, aby byl Honorius zmrzačen, což Attalus odmítl. Honorius se již chystal k útěku z Ravenny, avšak náhlý příchod 4000 východních vojáků ho odvrátil od tohoto záměru. V Africe mezitím Heraclianus porazil Attalovo vojsko a zabil Constanta.
Attalus se vrátil do Říma, kde v důsledku Constantova nezdaru propukl vážný hlad. Za této situace Alarich vznesl znovu požadavek, aby dobytí Afriky bylo svěřeno Gótům. Attalus po poradě se senátem ale tvrdošíjně setrvával na svém nesouhlasném postoji, kvůli čemuž se ho Alarich rozhodl sesadit. Jakmile si zajistil Honoriův příslib obnovy vyjednávání, přivedl Attala v létě 410 před Ariminum a zbavil ho odznaků císařské důstojnosti. Navzdory tomuto pokoření Attalus nadále doprovázel Góty jako soukromá osoba. Dokonce přijal křest z rukou ariánského biskupa Sigesaria.
Alarichovo jednání s Honoriem záhy ztroskotalo, načež Vizigóti 24. srpna 410 vyplenili Řím. Ještě v témže roce Alarich zemřel a novým vůdcem Gótů se stal Athaulf. Ten patrně v roce 412 odvedl své lidi do Galie, kde se na radu Attala připojil k uzurpátorovi Jovinovi. O dva roky později se Athaulf oženil s Honoriovou zajatou sestrou Gallou Placidií ve městě Narbonu. Attalus při té příležitosti pronesl svatební báseň zvanou epithalamium. Jelikož Honoriův generál Constantius sevřel Góty blokádou, Athaulf v reakci na to ustavil Attala opět císařem. Attalus ovšem zcela zjevně postrádal jakoukoli politickou či vojenskou podporu vyjma Gótů, které hlad přinutil koncem roku 414 k ústupu do Hispánie. Když se pokusil na lodi uniknout, byl na moři zajat a přiveden ke Constantiovi, jenž ho poslal do Ravenny. V roce 416 byl veden Římem během Honoriova triumfu. Následně byl potrestán useknutím palce a ukazováku na pravé ruce a doživotním vypovězením na Liparských ostrovech.